# António Ribeiro
Pour les articles homonymes, voir António Ribeiro (homonymie) et Ribeiro.
António Ribeiro, né le 21 mai 1928 à Celorico de Basto au Portugal et mort le 24 mars 1998 à Lisbonne, est un cardinal portugais, patriarche de Lisbonne de 1971 à sa mort.

## Biographie
António Ribeiro est ordonné prêtre le 5 juillet 1953 pour le diocèse de Braga. Il fait des études de théologie à l'Université pontificale grégorienne et dans les facultés de théologie de Munich et d'Innsbruck.
Nommé évêque auxiliaire de Braga, avec le titre d'évêque in partibus de Tigillava, le 3 juillet 1967, il est consacré le 17 septembre suivant par le cardinal Manuel Gonçalves Cerejeira.
Il est nommé patriarche de Lisbonne le 10 mai 1971 avec le rang d'archevêque. Il le reste jusqu'à sa mort, 27 ans plus tard. Par ailleurs, il est également nommé vicaire apostolique aux armées portugaises le 24 mars 1998.
Il est créé cardinal par le pape Paul VI lors du consistoire du 5 mars 1973, avec le titre de cardinal-prêtre de Sant'Antonio da Padova a Via Merulana rattaché à l'église Sant'Antonio da Padova all'Esquilino. À l'âge de 44 ans, il est alors le plus jeune cardinal et l'un des plus jeunes créés au XXe siècle (l'archevêque de Prague Lev Skrbenský z Hříště est créé cardinal en 1901 à l'âge de 37 ans et l'archevêque de Lisbonne Manuel Gonçalves Cerejeira en 1929 à l'âge de 41 ans).